# Bakemonogatari
Bakemonogatari (化物語,  Joc de paraules on es concatena Bakemono (化物, lit. Monstre) i Monogatari (物語, lit. història)) és una sèrie de novel·les lleugeres escrites pel novel·lista Nisio Isin i il·lustrades pel taiwanès Vofan; les sèries són publicades per l'editorial Kodansha sota el segell Kodansha Box. La història se centra en Koyomi Araragi, un estudiant en tercer any d'institut que es va veure atacat recentment per un vampir i això el porta a trobar-se amb tot tipus d'éssers fantàstics: Déus, fantasmes, bèsties mitològiques o esperits. Una adaptació animada per l'estudi Shaft va ser emesa el 3 de juliol del 2009 amb un total de 15 episodis, dels quals els 3 últims varen ser emesos mitjançant streaming en forma d'ONA.

## Argument
Bakemonogatari se centra en Koyomi Araragi, un estudiant de tercer curs que torna a ser gairebé humà després d'haver estat transformat breument en vampir. Un dia, una companya de classe, Hitagi Senjōgahara, qui té mala fama per no parlar gairebé amb ningú, cau des de les escales en braços d'en Koyomi i descobreix que la noia no pesa gairebé gens. Tot i que l'amenaça perquè no li expliqui el seu problema a ningú, Koyomi l'ajuda i li presenta Meme Oshino, un home misteriós que viu a un edifici abandonat i que va ajudar en Koyomi per curar-li la seva transformació en vampir.
Bakemonogatari tendeix a presentar només un nou personatge a cada capítol, cadascú implicat amb un tipus diferent d'esperit. Els fets de cada un dels episodis previs juguen sempre tenen un paper important i apareixen als següents capítols. Les sèries són centrades bàsicament en les conversacions entre els diferents personatges i contenen nombroses paròdies d'altres sèries d'anime.

## Personatges
Koyomi Araragi (阿良々木 暦, Araragi Koyomi)
Seiyū: Hiroshi Kamiya
Koyomi, el protagonista de la historia, és un noi de tercer any de secundària que no va gairebé a cap classe excepte a matemàtiques. Poc abans d'on comencen les novel·les va ser atacat per un vampir durant les vacances d'estiu, i es va convertir en vampir. Tot i que Meme Oshino el va ajudar a tornar a ser humà, li han quedat algunes seqüeles: pot veure en l'obscuritat i cura les seves ferides amb molta rapidesa; tot i que ja no li fa cap efecte, encara li espanta la llum del dia. Al final de la història d'"El Cargol Mayoi" es converteix en parella de Hitagi.
Hitagi Senjōgahara (戦場ヶ原 ひたぎ, Senjōgahara Hitagi)
Seiyū: Chiwa Saitō
Hitagi, protagonista d'"El Cranc Hitagi", és una noia d'aspecte fràgil amb una malaltia "incurable". Va a la mateixa classe que Koyomi, però gairebé no l'ha vist parlar mai amb ningú. Quan encara estava en primer curs, es va creuar amb un estrany cranc, i des de llavors va perdre el seu pes. Des d'aquell dia, ha evitat el contacte amb tothom i amenaça a tots els qui descobreixen el seu secret. Es reconeix a si mateixa com a tsundere i sempre parla a la resta de forma prepotent. Al final del capítol "El Cargol Mayoi", admet que estima en Koyomi i emprenen junts una relació. En la història original, quan es desfà del seu problema es torna en una noia normal i animada, cridant en Araragi per mots afectuosos, somrient en petits detalls i enviant-li correus plens d'emojis.
Mayoi Hachikuji (八九寺 真宵, Hachikuji Mayoi)
Seiyū: Emiri Katō
Mayoi és la protagonista del capítol "El Cargol Mayoi". És una nena de cinquè curs que sempre carrega amb una motxilla, porta una cinta al cabell i té dues coletes. Koyomi la troba al parc durant el Dia de la Mare i s'ofereix a ajudar-la a trobar la casa de la seva mare. Més tard es revela que, per culpa d'un cargol, mai pot trobar el camí de tornada a casa i està sempre perduda. Quan parla, comet molts errors gramaticals i té la mania de dir malament el cognom d'en Koyomi. El seu cognom abans que els seus pares es divorciessin era Tsunade. Ascendeix a esperit errant quan Araragi i Senjōgahara l'ajuden a trobar el camí de tornada cap a la casa de la seva mare.
Suruga Kanbaru (神原 駿河, Kanbaru Suruga)
Seiyū: Miyuki Sawashiro
Suruga és la protagonista del capítol "El Mico Tsuruga". És un any més petita que Koyomi i la millor jugadora de l'equip de bàsquet de l'institut i una de les amigues de Hitagi d'abans d'entrar en secundària. Poc després de començar en secundària, va descobrir el secret de Hitagi qui la va amenaçar per no revelar el seu secret, com més tard va fer amb en Koyomi. Ella es reconeix com a lesbiana, fujoshi, lolicon i masoquista. Quan anava a l'escola, va heretar de la seva mare el que va pensar que era el braç d'un mico pero en realitat era un Dimoni de la Pluja. Durant El Mico Tsuruga comença a seguir en Koyomi fins que descobreix que està sortint amb la Hitagi, noia a qui sempre havia admirat i que sempre havia estimat, i això desencadena els fets que tenen lloc al capítol d'El Mico Tsuruga. Amb la conclusió d'aquest capítol, quan aconsegueix desfer-se del Dimoni de la Pluja, termina sent amiga d'en Koyomi i la Hitagi.
Nadeko Sengoku (千石 撫子, Sengoku Nadeko)
Seiyū: Kana Hanazawa
Nadeko és la protagonista de "La Serpent Nadeko". Nadeko és amiga des de petita de la germana petita d'en Koyomi, i per això es coneixen des de la infància. Sempre porta una ronyonera, du el serrell fins que li tapa els ulls, sol dirigir amb la mirada a terra, és tímida i fàcil de sorprendre. De petita, Koyomi jugava molt amb ella cada cop que anava a casa seva per veure a les seves germanes petites. La van maleir i va estar a punt de morir fins que Koyomi ho va descobrir i la va ajudar a desfer-se de la maledicció de la serp. En comptes de cridar en Koyomi pel seu nom li diu onii-chan i sembla que té algun tipus de sentiment especial per ell.
Tsubasa Hanekawa (羽川 翼, Hanekawa Tsubasa)
Seiyū: Yui Horie
Tsubasa és la protagonista d'"El Gat Tsubasa". És la companya i delegada de la classe d'en Koyomi, qui la descriu com a "la delegada de tots els delegats". Abans de l'inici de les novel·les, va ser posseïda per un bakeneko, un dimoni gat, a causa de l'estrès que sofria amb la situació que patia a casa. Tot i que el seu cas havia estat resolt gràcies a Shinobu amb el cost dels seus records, els seus problemes tornen a sorgir poc abans del festival escolar per culpa d'un altre tipus d'estrès.
Meme Oshino (忍野 メメ, Oshino Meme)
Seiyū: Takahiro Sakurai
Meme és un home de mitjana edat que viu a un edifici abandonat. És un expert en esperits i aparicions, i sovint resol els problemes amb què Koyomi i d'altres coneguts seus li venen a visitar, a canvi d'una recompensació.
Shinobu Oshino (忍野 忍, Oshino Shinobu)
Seiyū: Aya Hirano
Shinobu és una noia que viu amb Meme al seu edifici abandonat. Sembla una nena de només vuit anys, però en un principi era una formosa vampiressa que havia viscut més de 500 anys. Després dels successos a "El Vampir Koyomi", va quedar debilitada sense cap poder ni cap traça de la seva antiga personalitat. També va haver d'abandonar el seu antic nom de vampiressa i va ser reanomenada per Meme com Shinobu, ja que el seu Kanji (Shinobu (忍)) està format pels caràcters Kokoro (心, cor) i Yaiba (刃, espasa), que estan relacionats amb la seva antiga personalitat.

## Novel·les Lleugeres
Les novel·les lleugeres de Bakemonogatari van començar a ser publicades a la revista Mephisto per Nisio Isin l'any 2005. Degut a l'èxit de les novel·les, les tres primeres històries van ser compilades en un llibre i publicades per l'editorial Kodansha. Més tard es publicaria un altre número de Bakemonogatari i d'altres seqüeles i preqüeles sota distints títols que segueixen el mateix patró. Per a l'any 2010 hi ha prevista la publicació de dues noves històries.
- Bakemonogatari (Ue)[1] (化物語（上）, Història de Monstres (Primer)) - 1 de novembre de 2006 ISBN 4-06-283602-5
  - Daiichi Hanashi - Hitagi Crab (第一話 ひたぎクラブ, Capítol primer - El Cranc Hitagi) - Publicat a la revista Mephisto de setembre de 2005.
  - Daini Hanashi - Mayoi Maimai (第二話 まよいマイマイ, Capítol segon - El Cargol Mayoi) - Publicat a la revista Mephisto de gener de 2006.
  - Daisan Hanashi - Suruga Monkey (第三話 するがモンキー, Capítol tercer - El Mico Suruga) - Publicat a la revista Mephisto de maig de 2006.
- Bakemonogatari (Shita)[2] (化物語（下）, Història de Monstres (Últim)) - 1 de desembre de 2006 ISBN 4-06-283607-6
  - Daiyon Hanashi - Nadeko Snake (第四話 なでこスネイク, Capítol quart - La Serp Nadeko)
  - Daigo Hanashi - Tsubasa Cat (第五話 つばさキャット, Capítol cinquè - El Gat Tsubasa)
- Kizumonogatari[3] (傷物語, Història de la Noia Impura) - 7 de maig de 2008 ISBN 978-4-06-283663-0
  - Dairei Hanashi - Koyomi Vamp (第零話 こよみヴァンプ, Capítol zero - El Vampir Koyomi) - Publicat a la revista Pandora de febrer del 2008.
- Nisemonogatari (Ue)[4] (偽物語（上）, Història Falsa (Primer)) - 2 de setembre de 2008 ISBN 978-4-06-283679-1
  - Daimu Hanashi - Karen Bee (第六話 かれんビー, Capítol sisè - L'Abella Karen)
- Nisemonogatari (Shita)[5] (偽物語（下）, Història Falsa (Últim)) - 10 de juny de 2009 ISBN 978-4-06-283702-6
  - Saishū Hanashi - Tsukihi Phoenix (最終話 つきひフェニックス, Capítol final - El Fènix Tsukihi)

## Anime
Bakemonogatari va ser animada per l'estudi Shaft i va començar a ser emesa al Japó el 3 de juliol del 2009 pel canal Tokyo MX i altres televisions regionals. Va ser dirigida per Akiyuki Shinbō i el seu assistent Tatsuya Oishi, amb dissenys de personatges per part de Akio Watanabe i el guió escrit per Fuyashi Tō. La música va anar a càrrec de Satoru Kōsaki.
Va comptar amb un total de 12 episodis emesos per televisió, i 3 més emesos en format ONA mitjançant la web oficial.
| Episodi | Títol                 | Títol                   | Títol                   | Emissió          |
| Episodi | Kana/kanji ·          | Rōmaji ·                | Català ·                | Emissió          |
| 01      | ひたぎクラブ 其の壹   | Hitagi Crab Sono Ichi   | El Cranc Hitagi, Primer | 03-07-2009       |
| 02      | ひたぎクラブ 其の貳   | Hitagi Kurabu Sono Ni   | El Cranc Hitagi, Segon  | 10-07-2009       |
| 03      | まよいマイマイ 其ノ壹 | Mayoi Maimai Sono Ichi  | El Cargol Mayoi, Primer | 17-07-2009       |
| 04      | まよいマイマイ 其ノ貳 | Mayoi Maimai Sono Ni    | El Cargol Mayoi, Segon  | 24-07-2009       |
| 05      | まよいマイマイ 其ノ參 | Mayoi Maimai Sono San   | El Cargol Mayoi, Tercer | 31-07-2009       |
| 06      | するがモンキー 其ノ壹 | Suruga Monkey Sono Ichi | El Mico Suruga, Primer  | 08-08-2009       |
| 07      | するがモンキー 其ノ貮 | Suruga Monkey Sono Ni   | El Mico Suruga, Segon   | 21-08-2009       |
| 08      | するがモンキー 其ノ參 | Suruga Monkey Sono San  | El Mico Suruga, Tercer  | 28-08-2009       |
| 09      | なでこスネイク 其ノ壹 | Nadeko Snake Sono Ichi  | La Serp Nadeko, Primer  | 04-09-2009       |
| 10      | なでこスネイク 其ノ貮 | Nadeko Snake Sono Ni    | La Serp Nadeko, Segon   | 11-09-2009       |
| 11      | つばさキャット 其ノ壹 | Tsubasa Cat Sono Ichi   | El Gat Tsubasa, Primer  | 18-09-2009       |
| 12      | つばさキャット 其ノ貮 | Tsubasa Cat Sono Ni     | El Gat Tsubasa, Segon   | 25-09-2009       |
| 13      | つばさキャット 其ノ參 | Tsubasa Cat Sono San    | El Gat Tsubasa, Tercer  | 03-11-2009 (ONA) |
| 14      | つばさキャット 其ノ肆 | Tsubasa Cat Sono Yon    | El Gat Tsubasa, Quart   | 23-02-2010 (ONA) |
| 15      | つばさキャット 其ノ伍 | Tsubasa Cat Sono Go     | El Gat Tsubasa, Cinquè  | 25-06-2010 (ONA) |

### Openings / Endings
1. Opening - staple stable (Chiwa Saitō)
2. Opening - Kaerimichi (Emiri Katō)
3. Opening - Ambivalent World (Miyuki Sawashiro)
4. Opening - Renai Circulation (Kana Hanazawa)
5. Opening - sugar sweet nightmare (Yui Horie)

- Ending - Kimi no Shiranai Monogatari (supercell)